# التهاب الشريان ذو الخلايا العملاقة
اِلْتِهَابُ الشِّرْيَانِ الصُّدْغِيِّ (بالإنجليزية: temporal arteritis)‏ أو التهاب الشريان ذو الخلايا العملاقة[بحاجة لمصدر] (بالإنجليزية: Giant-cell arteritis)‏ أو التهاب شرايين القحف[بحاجة لمصدر] (بالإنجليزية: cranial arteritis)‏ أو داء هورتون أو دَاءُ الكَحَّالِ (نسبةً إلى علي بن عيسى الكحال، لكونه أول من وصف هذا المرض) أو الصُّدَاغ الوِعَائِيّ (بالإنجليزية: Horton disease)‏ هي تسميات لمرض التهابي يصيب الأوعية الدموية (التهاب وعائي) وغالبا ما يصيب الشرايين المتوسطة والكبيرة في الرأس، وخصوصا تفرعات الشريان السباتي الظاهر.

## الخصائص
هو نظام التهاب الحبيبي (الأوعية الدموية) الكبيرة والمتوسطة للشرايين الجمجمة الزمنية وغيرها.كما دعا مرض هورتون - تكريما للطبيب الذي وصف هذا المرض بشكل كامل في عام 1932.تم الكشف عن التهاب الخلايا العملاقه للشرايين دائما تقريبا فقط في كبار السن من 50 عاما، ويصبح أكثر شيوعا مع التقدم في السن (الأكثر شيوعا في الأشخاص الذين تتراوح أعمارهم 70 الوصول). ويعاني حوالي 20 من أصل 100,000 شخص فوق سن 50 عاما من التهاب الشرايين الصدغي.وتتعرض النساء للمرض مرتين بقدر الرجال. إغلاق أقارب المرضى الذين يعانون من التهاب الشرايين الصدغي هم أكثر عرضة لتطوير نفس المرض في الحياة في وقت لاحق.ارتفاع عدد حالات مرض هورتون لوحظ في بلدان الشمال الأوروبي والدول الاسكندنافية (15-35 شخصا لكل 100,000) وأقل كثيرا في الدول العربية والآسيوية.

## الأسباب
لم يتم تحديد السبب المباشر ولكن يرجح بعض الاطباء ارتباط حدوث الالتهاب الصدغى الشريانى إلى التغيرات العمريه في الكائن الحي، والتي يمكن أن تؤدي إلى اضطرابات المناعة (على وجه الخصوص، تحدث تغيرات في تركيب السيتوكينات وجود الحيوانات لمستنسخة محددة من الخلايا اللمفاوية التائية).في دراسة إحصاءات المرض تتبع استعداد وراثي نتيجة لربط المرض مع الجينات الكريات البيض المستضد.تدفقات عملاق التهاب الشريان ذو الخلاياالكبيره عن طريق نوع من أمراض المناعة الذاتية، ينتمي إلى مجموعة من التهاب الأوعية الدموية، ولكن لم يتم كشف فيروس معين التسبب في المرض حتى الآن.عن طريق تغيير طبقة مرنة من جدران الأوعية، حيث تنتج الخلايا متعددة النوى العملاقة، تضييق التجويف وتعطيل الدورة الدموية الطبيعي - التهاب قد يؤدي إلى تطوير تمدد الأوعية الدموية. قد يؤثر على الشرايين الزمني ليس فقط أمام الزمنية والشريان السباتي، العمود الفقري، ولكن، الشريان الهدبي أيضا.

## التشخيص والأعراض
- آلام مستمرة وشديدة في الرأس وخصوصا في منطقة الصدغ.
- انخفاض حدة البصر أو الرؤية المزدوجة.
- إيلام فروه الرأس (قد يؤلمك تمشيط شعرك).
- ألم في الفك عند المضغ.
- حمى.
- فقدان غير مرغوب فيه في الوزن.
- آلام وتصلب في الرقبة والذراعين والفخذين هي أعراض شائعة لحدوث اضطرابات وألم العضلات الروماتيزمي.
- عدم وضوح الرؤية (عابرة)، ألم في مقل العيون، شفع (الرؤية المزدوجة من الكائنات) وإغفال هذا القرن.إذا لم يبدأ وقت العلاج، ثم بعد بضعة أشهر، وربما يأتي العمى الكامل أو الجزئي في واحدة أو كلتا العينين في وقت واحد.عندما يكون موضعيا والتهاب الشريان ذو الخلايا العملاقة في الأوعية الكبيرة من الشريان السباتي، تحت الترقوة والإبط الشرايين، ويزيد بشكل كبير من خطر تمدد الأوعية الدموية الأبهري الصدري. في هذه الحالة، أعراض الصداع المميز يمكن أن تكون أقل وضوحا، أو غائبة تماما.

## الاخبارات والتشخيص
- ارتفاع سرعة تنقل الكريات الحمر حيث أنها عادةً تتجاوز 50 مم/ ساعة.
- يمكن في بعض الأحيان ارتفاع البروتين المتفاعل في وجود سرعة تنقل الكريات الحمر العادية.
- شيوع فقر الدم وكثرة الصفيحات.
- الأجسام المضادة الذاتية والمستويات التكميلية عادية.
- يمكن رفع الفسفاتاز القلوية (اختبار الكبد).

## خزعة الشريان الصدغي
ينبغي أخذ الخزعة في الجانب المصحوب بأعراض.
يمكن تطور تمدد الأوعية الدموية الأبهرية بعد سنوات متعددة من عدم حاجة المريض لتلقي العلاج الاسترويدي. قد يتطلب متابعة الصدر بالأشعة السينية، وإجراء الموجات فوق الصوتية للصدر أو البطن مع مرور الوقت.

## المضاعفات المرضية
- العمى.
- أم الدم الأبهرية.
- سكتة دماغية.

## العلاج
تناول جرعات كبيرة من مضادات الالتهاب مثل الكورتيكوستيرويد. من المفترض أن يبدأ المريض التحسن خلال أيام قليلة، إلا أنه قد يحتاج الاستمرار في تناول الدواء لمدة عام أو عامين أو أكثر. بعد الشهر الأول، يبدأ الطبيب في تقليل عدد الجرعات تدريجيا حتى يصل إلى أدنى جرعة من دواء كورتيكوستيرويد المتطلبة للتحكم في الالتهاب كما قيست في اختبارات سرعة تنقل الكريات الحمراء والبروتين المتفاع.